# Titularbistum Catabum Castra
Catabum Castra war eine antike Stadt in der römischen Provinz Mauretania Caesariensis im heutigen nördlichen Algerien.
Catabum Castra ist ein ehemaliges Bistum der römisch-katholischen Kirche und heute ein Titularbistum.
| Nr. | Name                         | Amt                                                                   | von                | bis              |
| --- | ---------------------------- | --------------------------------------------------------------------- | ------------------ | ---------------- |
| 1   | Urbain Etienne Morlion MAfr  | emeritierter Bischof von Baudouinville (Demokratische Republik Kongo) | 29. September 1966 | 29. Januar 1971  |
| 2   | Gabriel Lee Gab-sou          | Weihbischof in Pusan (Korea)                                          | 25. Juli 1971      | 5. Juni 1975     |
| 3   | Simon Michael Fung Kui Heong | Apostolischer Vikar von Kota Kinabalu (Malaysia)                      | 29. August 1975    | 31. Mai 1976     |
| 4   | Michael Nnachi Okoro         | Weihbischof in Abakaliki (Nigeria)                                    | 27. Juni 1977      | 19. Februar 1983 |
| 5   | František Lobkowicz          | Weihbischof in Prag (Tschechien)                                      | 17. März 1990      | 30. Mai 1996     |
| 6   | Mathias Ri Iong-hoon         | Weihbischof in Suwon (Korea)                                          | 19. März 2003      | 10. Oktober 2008 |
| 7   | Olivier Schmitthaeusler MEP  | Apostolischer Koadjutorvikar von Phnom-Penh (Kambodscha)              | 24. Dezember 2009  |                  |